# مارلو مورغان
مارلو مورغان (بالإنجليزية: Marlo Morgan)‏ (29 سبتمبر 1937، آيوا في الولايات المتحدة)؛ كاتِبة وروائية أمريكية.